# Хассан Вассва
Хассан Вассва (англ. Hassan Wasswa, нар. 14 лютого 1988) — угандійський футболіст, півзахисник, фланговий півзахисник саудівського клубу «Джидда» і національної збірної Уганди.

## Клубна кар'єра
У дорослому футболі дебютував 2006 року виступами за команду «Кампала Сіті Каунсіл». 
Наступного року перейшов до ефіопського клубу «Сент-Джордж», а ще за рік перейшов до південноафриканського «Кейптауна». 
З 2009 року протягом сезону захищав на умовах оренди кольори «Карабюкспора», після чого продовжував грати в Туреччині за «Алтай» та «Кайсері Ерджієсспор».
Згодом грав на батьківщині за «Кампала Сіті Каунсіл», «Віллу» та «Вайперс», а також виступав в Іраку за «Аль-Шурту», в Лівані за «Неджмех» та в Єгипті за «Ель-Ґеїш». 
2019 року приєднався до друголігової саудівської «Джидди».

## Виступи за збірну
2006 року дебютував в офіційних матчах у складі національної збірної Уганди.
Був основним гравцем національної команди на Кубку африканських націй 2017 в Габоні і Кубку африканських націй 2019 в Єгипті.

## Титули і досягнення
- Чемпіон Уганди (2):

«Кампала Сіті Каунсіл»: 2013, 2014